# Royal Rumble 2001
Royal Rumble 2001 è stata la quattordicesima edizione dell'omonimo pay-per-view prodotto dalla World Wrestling Federation. L'evento si svolse il 21 gennaio 2001 alla New Orleans Arena di New Orleans.

## Risultati
| #    | Incontri                                                                         | Stipulazioni                                          | Durata   |
| ---- | -------------------------------------------------------------------------------- | ----------------------------------------------------- | -------- |
| Heat | Chaz e D'Lo Brown hanno sconfitto Funaki e Taka Michinoku                        | Tag team match                                        | 01:57    |
| 1    | The Dudley Boyz hanno sconfitto Edge e Christian (c)                             | Tag team match per il WWF Tag Team Championship       | 09:59    |
| 2    | Chris Jericho ha sconfitto Chris Benoit (c)                                      | Ladder match per il WWF Intercontinental Championship | 18:44    |
| 3    | Ivory (c) (con Steven Richards) ha sconfitto Chyna                               | Single match per il WWF Women's Championship          | 03:32    |
| 4    | Kurt Angle (c) (con Trish Stratus) ha sconfitto Triple H (con Stephanie McMahon) | Single match per il WWF Championship                  | 24:16    |
| 5    | Steve Austin ha vinto eliminando per ultimo Kane                                 | Royal rumble match                                    | 01:01:55 |

## Royal rumble match

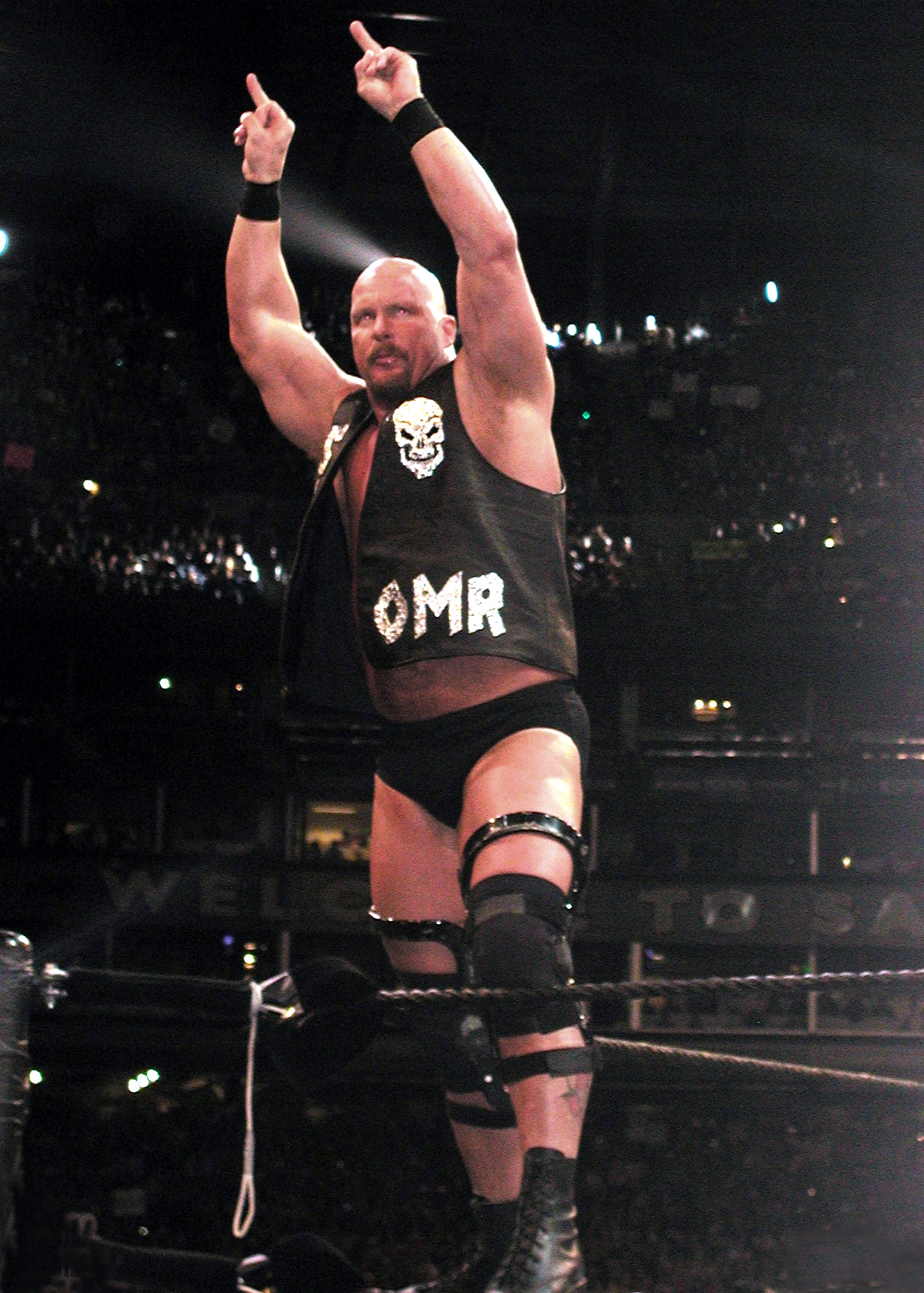
Steve Austin, per la terza volta, vincitore del Royal rumble match

– Vincitore
| #   | Superstar          | Ordine | Eliminato da            | Tempo | N° eliminazioni |
| --- | ------------------ | ------ | ----------------------- | ----- | --------------- |
| 1°  | Jeff Hardy         | 4°     | Matt Hardy              | 06:36 | 3               |
| 2°  | Bull Buchanan      | 1°     | Jeff Hardy e Matt Hardy | 02:08 | 0               |
| 3°  | Matt Hardy         | 3°     | Jeff Hardy              | 04:45 | 3               |
| 4°  | Faarooq            | 2°     | Jeff Hardy e Matt Hardy | 00:58 | 0               |
| 5°  | Drew Carey         | 5°     | Sé stesso               | 02:54 | 1               |
| 6°  | Kane               | 29°    | Steve Austin            | 53:46 | 11              |
| 7°  | Raven              | 9°     | Kane                    | 08:51 | 0               |
| 8°  | Al Snow            | 8°     | Kane                    | 07:08 | 0               |
| 9°  | Perry Saturn       | 10°    | Kane                    | 05:02 | 0               |
| 10° | Steve Blackman     | 7°     | Kane                    | 03:08 | 0               |
| 11° | Grand Master Sexay | 6°     | Kane                    | 01:03 | 0               |
| 12° | The Honky Tonk Man | 11°    | Kane                    | 01:16 | 0               |
| 13° | The Rock           | 28°    | Kane                    | 38:42 | 3               |
| 14° | The Godfather      | 12°    | The Rock                | 00:14 | 0               |
| 15° | Tazz               | 13°    | Kane                    | 00:10 | 0               |
| 16° | Bradshaw           | 18°    | The Undertaker          | 17:40 | 0               |
| 17° | Albert             | 20°    | Kane                    | 15:53 | 0               |
| 18° | Hardcore Holly     | 21°    | The Undertaker          | 14:04 | 0               |
| 19° | K-Kwik             | 16°    | Big Show                | 07:53 | 0               |
| 20° | Val Venis          | 22°    | The Undertaker          | 10:22 | 0               |
| 21° | William Regal      | 14°    | Test                    | 02:01 | 0               |
| 22° | Test               | 15°    | Big Show                | 02:08 | 1               |
| 23° | Big Show           | 17°    | The Rock                | 01:23 | 2               |
| 24° | Crash Holly        | 19°    | Kane                    | 02:31 | 0               |
| 25° | The Undertaker     | 25°    | Rikishi                 | 10:45 | 4               |
| 26° | Scotty 2 Hotty     | 23°    | Kane e The Undertaker   | 00:46 | 0               |
| 27° | Steve Austin       | —      | Vincitore               | 09:43 | 3               |
| 28° | Billy Gunn         | 27°    | Steve Austin            | 07:22 | 0               |
| 29° | Haku               | 24°    | Steve Austin            | 02:51 | 0               |
| 30° | Rikishi            | 26°    | The Rock                | 02:35 | 1               |